# Брестов-над-Лаборцом
Брестов-над-Лаборцом (словац. Brestov nad Laborcom) — село и одноимённая община в районе Медзилаборце Прешовского края Словакии. В письменных источниках начинает упоминаться с 1379 года.

## География
Село расположено в восточной части края, на левом берегу реки Лаборец, при автодороге 559. Абсолютная высота — 215 метров над уровнем моря. Площадь муниципалитета составляет 6,04 км².

## Население
| Год:                | 1994 | 2004     | 2014     | 2024     |
| ------------------- | ---- | -------- | -------- | -------- |
| Количество человек: | 90   | 68       | 105      | 130      |
| Разница:            |      | −24,44 % | +54,41 % | +23,80 % |

По данным последней официальной переписи 2021 года, численность населения Брестова-над-Лаборцом составляла 106 человек.
Национальный состав населения (по данным переписи населения 2011 года):
| Национальность | Численность, человек |
| -------------- | -------------------- |
| словаки        | 57                   |
| русины         | 19                   |
| цыгане         | 16                   |
| чехи           | 1                    |
| не указана     | 12                   |

По данным переписи 2021 года, в конфессиональном составе населения преобладали греко-католики (80,2 %) и католики (3,8 %).